# The Remaining
The Remaining (El Remanente en Hispanoamérica) es una película de suspenso sobrenatural en un escenario apocalíptico de la Gran Tribulación. Fue dirigida por Casey La Scala y protagonizada por Alexa Vega, Shaun Sipos, Johnny Pacar, Italia Ricci, Bryan Dechart y Liz E. Morgan. Estrenada el 5 de septiembre de 2014.

## Argumento
Skylar "Sky" (Alexa Vega) y Dan (Bryan Dechart) están celebrando su boda, evento que es filmado por Tommy Covington (Johnny Pacar) como un favor para Dan. Durante la boda, Tommy está en un ascensor con los padres de Skylar, que son devotos cristianos. Sin embargo, el aire se vuelve frío y los padres de Skylar de repente caen muertos. Cuando Tommy sale del ascensor, descubre que el piso principal se ha convertido en un gran caos, ya que muchos otros han muerto. Cuando Tommy y Jack (Shaun Sipos) salen del edificio para investigar un temblor, encuentran la ciudad en llamas mientras los aviones se estrellan.
Cuando regresa al edificio en busca de una salida más segura, una trompeta ensordecedora resuena acompañada de truenos y relámpagos. Cuando Tommy, Dan, Skylar y Jack salen del edificio a salvo, Skylar teoriza que están experimentando el Rapto, ya que los creyentes están siendo llevados al cielo y los no creyentes son dejados. Tommy descarta esto, ya que cree que hay una explicación racional. Skylar insiste en que necesitan llegar a un lugar seguro, ya que los eventos empeorarán a medida que pase el tiempo.
Cuando granizo de tamaño monstruoso cae sobre la ciudad los cuatro se refugian en la biblioteca local, encontrando allí a una joven llamada Sam (Liz E. Morgan). Skylar encuentra una Biblia y les muestra a Sam, Dan, Jack y Tommy un fragmento relacionado con el Rapto, la Primera Trompeta. Los cinco proceden a ir a una iglesia cercana por seguridad; al acercarse a la iglesia, algo ataca a Skylar, dejándola gravemente herida. Una vez en la iglesia, el pastor Shay (John Pyper-Ferguson) deja entrar al grupo y lo lleva al santuario por seguridad.
Al caminar en la iglesia, Jack se reúne con Allison (Italia Ricci) mientras Dan trata de consolar a Skylar. Cuando Tommy pregunta qué está pasando, Shay explica que están viviendo el Rapto. Más supervivientes entran en la iglesia, entre ellos una embarazada, cuyo bebé nace muerto. Cuando Tommy pregunta por qué Dios mata a estas personas, Shay explica que en realidad Dios ha llevado las almas de los genuinos creyentes al Cielo y dejó atrás sus cuerpos mortales, confesando que la razón por la que él no fue llevado es porque no mostró una fe real en el cristianismo. 
Un sobreviviente intenta ingresar a la iglesia, solo para que un ser demoníaco lo mate, mientras rompe una ventana de la iglesia en el proceso. Sam graba a Tommy y le dice un mensaje a Allison en caso de que Tommy no lo logre. Los noticieros revelan que el Rapto ha ocurrido en todo el mundo, con niños, bebés y cristianos siendo arrebatados, cosa que los científicos etiquetaron como el "Síndrome de Muerte Instantánea", a la vez que ha estado ocurriendo un clima inusual en todo el mundo. Tommy le muestra a Shay, Jack y Allison un video de Skylar siendo atacada por la fuerza desconocida y Shay explica que se tocó la Quinta Trompeta. Cuadro por cuadro, ven el rostro de un Caído.
Mientras Shay intenta levantar el ánimo de la gente, los caídos comienzan a atacar la iglesia, lo que obliga a la congregación a huir al sótano mientras Shay se sacrifica para salvar a los demás. Cuando llega la mañana Tommy, Jack, Sam, Allison y Dan llevan a Skylar al hospital para buscar medicamentos, pero ella muere a causa del veneno que el caído inoculó en sus heridas. Con el corazón roto, Dan despotrica contra Dios y es atravesado por un tentáculo y arrastrado hacia el cielo. Alison toma la cámara de Tommy y graba un mensaje antes de ser acorralada y asesinada por los caídos.
Luego de mucho caminar, el grupo llega a un campamento de socorro al anochecer donde soldados y religiosos acogen a las víctimas y les proporcionan ayuda y apoyo espiritual. Sam encuentra el video de Alison descubriendo que, momentos antes de ser asesinada por los caídos, declara elegir a Dios e insta a sus amigos a hacerlo también ya que confía en que a pesar de no ser elegidos para el Rapto, aun tienen posibilidad de salvación si abrazan la fe. 
Jack se bautiza antes de ser asesinado y los demonios atacan el campamento de ayuda cuando Amazing Grace está sonando en la radio. Viendo el comportamiento anterior y actual de los caídos, Tommy y Sam deducen que destruyen lugares y objetos sagrados y asesinan a todos los genuinos creyentes en un intento de erradicar la fe en el mundo, por lo cual Tommy intenta advertir a los refugiados que detengan los cantos ya que con ello están llamando a un gigantesco enjambre de caídos que se está formando en el cielo, sin embargo Sam, comprendiendo que salvar la vida a costa de negar su fe implica perder la salvación lo insta a tener fe, tras lo cual se une a los demás creyentes siendo asesinada con Tommy momentos después. 
La película cierra con el sonido de una trompeta que se oye desde el Cielo mientras miles y miles de caídos descienden a la Tierra para acabar con la humanidad.

## Reparto
- Alexa Vega como Skylar.
- Shaun Sipos como Jack.
- Johnny Pacar como Tommy.
- Italia Ricci como Allison.
- Bryan Dechart como Dan.
- Liz E. Morgan como Sam.
- John Pyper-Ferguson como Pastor Shay.
- Kim Pacheco como Enfermera Rachel.
- Hayley Lovitt como Southern Belle.